# Список об'єктів Світової спадщини ЮНЕСКО в Афганістані
У списку об'єктів Світової спадщини ЮНЕСКО в Афганістані налічується 2 культурні об'єкти (2015).

## Пояснення до списку
У таблицях нижче об'єкти розташовані у хронологічному порядку їх додавання до списку Світової спадщини ЮНЕСКО.
Кольорами у списку позначено:

## Список
В даній таблиці об'єкти розташовані в порядку їх додавання в список Світової спадщини ЮНЕСКО. Дані за 2023 рік.
| № | Зображення | Назва | Місцеположення                            | Час створення   | Час внесення до списку                    | №   | Критерії           |
| - | ---------- | --- | ----------------------------------------- | --------------- | ----------------------------------------- | --- | ------------------ |
| 1 |            | Мінарет та археологічні пам'ятки Джаму (англ. Minaret and Archaeological Remains of Jam) * Долина річки Теджен з Джамським мінаретом * Єврейське кладовище * Арабські (ісламські) написи * Водосховище | Афганістан провінція Гор, район Шахрак    | XII століття    | 2002 (з 2002 року перебуває під загрозою) | 211 | ii, iii, iv        |
| 2 |            | Культурний ландшафт і археологічні знахідки Баміанської долини (англ. Cultural Landscape and Archaeological Remains of the Bamiyan Valley) * Скеля Баміан, включаючи ніші 38-метрового Будди, сидячих Будд, 55-метрового Будди та навколишні печери * Печери долини Какрак, включаючи нішу стоячого Будди * Печери Кул-І-Акрам у долині Фуладі * Печери Калай Гамай в долині Фуладі * Шахр-і-Зухак * Каллай Кафарі А * Каллай Кафарі Б * Шахр-і-Гульгула | Афганістан провінція Баміан, район Баміан | I-XIII століття | 2003 (з 2003 року перебуває під загрозою) | 208 | i, ii, iii, iv, vi |

## Розташування об'єктів
| Джам Баміанська долинаclass=notpageimage\| Об'єкти Світової спадщини на мапі Афганістану |

## Нематеріальні об'єкти
| № | Зображення | Назва                                                                       | Час внесення до списку | №    |
| - | ---------- | --------------------------------------------------------------------------- | ---------------------- | ---- |
| 1 |            | Наврез, Навруз, Новруз, Ноуруз, Науриз, Яран, Нооруз, Невруз, Норуз, Навроз | 2016                   | 1161 |
| 2 |            | Ялда/Челла                                                                  | 2022                   | 1877 |
| 3 |            | Шовківництво та традиційне виробництво шовку для ткацтва                    | 2022                   | 1890 |

## Кандидати
У цьому списку вказані об'єкти, подані урядом Афганістану для внесення до Списку об'єктів Світової спадщини ЮНЕСКО в порядку додавання.
| № | Зображення | Назва                        | Місцеположення                         | Час створення   | Час внесення до списку | №    | Критерії         |
| - | ---------- | ---------------------------- | -------------------------------------- | --------------- | ---------------------- | ---- | ---------------- |
| 1 |            | Місто Герат                  | Герат                                  | IV ст. до н. е. | 2004                   | 1927 | i, ii, iii, iv   |
| 2 |            | Місто Балх (антична Бактрія) | 21 кілометр на захід від Мазарі-Шарифа | 1200 до н. е.   | 2004                   | 1928 | іі, iv, v        |
| 3 |            | Банд-е Амір                  | Провінція Баміан                       | —               | 2004                   | 1946 | vii, viii, ix, x |
| 4 |            | Багх-Е Бабур                 | Кабул                                  | 1529            | 2009                   | 5469 | iv               |